# 나이브스 아웃
《나이브스 아웃》(영어: Knives Out)은 2019년 개봉한 미국의 미스터리 영화이다. 라이언 존슨이 감독과 각본을 맡았고, 대니얼 크레이그, 크리스 에반스, 아나 데 아르마스, 제이미 리 커티스, 토니 콜렛, 마이클 섀넌 등이 출연한다. 2019 토론토 영화제에서 전 세계 최초로 공개되었다.

## 줄거리
미국의 부유한 범죄 소설가 할런 트롬비는 자신의 85번째 생일 잔치를 위해 가족을 저택으로 불러모은다. 다음날 아침 할런의 가정부 프랜은 목이 칼로 그인 채 죽어 있는 할런을 발견한다. 경찰은 할런의 죽음이 자살이라고 확신하지만, 익명의 의뢰인이 사립탐정 브누아 블랑에게 수사를 의뢰한다.
블랑은 할런이 가족 중 여럿을 밀쳐내려 했음을 알게 된다. 그날 할런은 사위 리처드의 불륜을 딸에게 알리겠다고 위협했고, 며느리 조니가 자신의 돈을 훔친 것을 깨닫고는 지원을 끊었고, 막내아들 월터를 자기 출판사에서 해고했으며, 손자 랜섬에게는 유산을 한 푼도 남기지 않을 거라고 말했다.
블랑은 모르는 사실이지만, 잔치가 끝난 뒤 할런의 간병인 마르타 카브레라가 실수로 할런이 평소에 맞던 진통제가 아닌 모르핀을 과다 투여 할런은 몇 분 뒤면 죽을 처지가 되었다. 할런은 그녀가 자신의 죽음에 대한 책임을 피할 수 있는 가짜 알리바이를 만들 방법을 마르타에게 알려주고는 칼로 자기 목을 그었다. 마르타는 할런이 시킨 대로 하지만 도중에 할런의 나이든 어머니가 그녀를 보았다. 할런의 어머니는 그녀를 랜섬으로 착각한다.
마르타는 거짓말을 하면 즉시 구토하게 되는 체질이기 때문에, 블랑에게 취조받는 동안 진실만을 말하되 온전한 진실을 말하지 않음으로써 위기를 벗어난다. 블랑은 마르타에게 수사를 도와 달라고 부탁한다. 두 사람이 저택을 뒤지는 동안 마르타는 증거물을 없애려 노력한다.
할런의 유언장이 낭독되고 가족들은 할런이 모든 재산을 마르타에게 남겼음을 알게 된다. 가족들은 격분해서 마르타를 몰아붙이지만 랜섬은 마르타와 함께 자리에서 도망친다. 랜섬은 자신에게 자백하도록 마르타를 설득한 뒤 자기 몫의 유산을 넘겨주면 마르타를 돕겠다고 제안한다. 다른 가족들은 마르타가 할런의 죽음에 책임이 있다면 상속결격 원칙에 따라 유산을 상속할 수 없게 된다는 사실을 알게 된다. 그들은 마르타에게 상속을 포기하도록 종용한다. 월트는 마르타의 어머니가 불법 체류자임을 폭로하겠다고 협박한다.
마르타는 할런의 혈액 독극물 검사 결과지 사본의 일부가 들어 있는 익명의 협박 편지를 받는다. 마르타와 랜섬은 독극물 검사를 시행한 검시국으로 찾아가지만 그곳은 간밤의 화재로 불타 무너진 상태였다. 그 현장에서 블랑이 마르타와 랜섬을 발견하자 마르타는 차 시동을 걸고 도주한다. 경찰은 그들을 잡아 랜섬을 체포한다. 블랑은 할런의 어머니가 할런이 죽던 날 랜섬이 할런의 방에서 벽을 타고 내려오는 걸 봤다고 설명한다.
마르타는 협박범이 말한 주소로 찾아가 프랜이 약물을 투여받고 쓰러져 있는 것을 발견한다. 마르타는 프랜에게 심폐소생술을 시행하고 구급차를 부른다. 마르타는 블랑에게 자백하지만, 이미 랜섬이 경찰에게 모두 털어놓은 상태였다. 저택에서 마르타는 프랜이 대마초를 숨겨 두던 곳에서 독극물 검사 결과지의 완전한 사본을 발견한다. 마르타가 트롬비 가족에게 모두 털어놓으려고 하는 순간, 블랑은 검사 결과지를 보더니 그녀를 제지한다.
블랑은 마르타, 랜섬, 경찰들에게 자신의 추리를 풀어놓는다. 랜섬은 잔치에서 할런이 모든 유산을 마르타에게 남겼다는 사실을 알게 되자, 마르타의 약병에 든 약을 바꿔치기하고 해독제를 훔쳐서 마르타가 모르핀 과다 투여로 할런을 죽게 만들도록 꾸몄다. 그렇게 되면 상속결격 원칙에 따라 마르타는 유산을 받지 못하게 된다. 하지만 사실 마르타는 약병에 붙은 라벨을 읽지 않은 채 올바른 약을 주사했고 할런의 죽음에 책임이 없었다. 할런이 자살했다는 보도를 접한 랜섬은 익명으로 블랑을 고용해 마르타의 죄를 밝히려 했던 것이다. 나중에 프랜은 랜섬이 마르타의 의약품 상자에 해독제를 돌려놓는 모습을 보고 그에게 협박 편지를 보냈다. 랜섬은 마르타가 직감에 따라 무의식적으로 할런에게 올바른 약을 주사했음을 깨닫고, 프랜의 협박 편지를 그대로 마르타에게 보냈다. 랜섬은 검시국에 불을 지르고 프랜이 갖고 있던 검사 결과지 사본을 불태워 마르타의 결백을 입증할 증거를 인멸했다. 마지막으로 그는 프랜에게 모르핀을 주사하고 프랜이 있는 위치를 마르타에게 보내 프랜을 죽인 혐의를 씌우려 했다.
랜섬의 자백을 유도하기 위해 마르타는 프랜이 깨어났고 랜섬의 범죄에 대해 증언할 거라고 거짓말한다. 랜섬이 범죄를 인정하고 복수를 맹세하자, 마르타는 랜섬에게 토하고 거짓말이 드러나게 된다. 격노한 랜섬은 칼을 주워들어 마르타를 찌르지만, 그 칼은 날이 접히는 연극 소품이었다. 경찰은 랜섬을 연행해 가고 마르타는 이제 자신의 것이 된 저택 창가에서 트롬비 가족을 내려다본다.

## 출연진
- 대니얼 크레이그 - 브누아 블랑
- 크리스 에반스 - 휴 랜섬 드라이즈데일
- 아나 데 아르마스 - 마르타 카브레라
- 제이미 리 커티스 - 린다 드라이즈데일
- 마이클 섀넌 - 월트 트롬비
- 돈 존슨 - 리처드 드라이즈데일
- 토니 콜렛 - 조니 트롬비
- 러키스 스탠필드 - 엘리엇 형사
- 캐서린 랭퍼드 - 멕 트롬비
- 제이든 마텔 - 제이컵 트롬비
- 크리스토퍼 플러머 - 할런 트롬비
- 노아 시건 - 트루퍼 와그너
- 이디 패터슨 - 프랜
- 리키 린드홈 - 도나 트롬비
- K 캘런 - 워네타 트롬비
- 프랭크 오즈 - 앨런 스티븐스
- M. 에밋 월시 - 프루프록 씨
- 말린 포테이 - 카브레라 부인
- 셜리 로드리게스 - 알리시아 카브레라
- 라울 카스티요 - 경관
- 조셉 고든 레빗 - 하드록 형사 (목소리 출연)